# Chiesa di Santa Maria della Pietà (Prato)
La chiesa di Santa Maria della Pietà è un luogo di culto cattolico di Prato, situato nell'omonima piazza.

## Storia e descrizione
Venne edificata fra il 1617 e il 1619 su progetto di Gherardo Mechini, al posto di un tabernacolo con un'immagine della Vergine, che dall'aprile del 1616 era più volte miracolosamente apparsa. 
La sobria architettura classicheggiante, ispirata ai moduli rinascimentali e moderatamente ornata, è tipica espressione della Controriforma. In particolare lo schema planimetrico a sala unica e portico su archi esteso su tre lati è tipico di molti santuari mariani in Toscana a partire dalla scomparsa Santa Maria della Pace a Firenze.
All'interno il presbiterio è dominato da un altar maggiore in marmi policromi e pietre dure realizzato da Giovan Battista Cennini e Pier Maria Ciottoli su disegno di Mechini (1623-1625). Qui si trova, all'interno di una tela dipinta da Mario Balassi nel 1638, l'affresco ritenuto miracoloso, trecentesco, con la Madonna col Bambino.
Nella chiesa è conservata la Madonna con Bambino e due Santi di Giacomo Zoboli.
Fuori il campanile rettangolare, in mattoni, fu realizzato nel 1771. Tra il 1926 e il 1927 Lorenzo Lera di Lammari (LU) realizzò le 4 campane in Do#, per quella occasione Brunetto Chiaramonti aggiunse la cella campanaria.

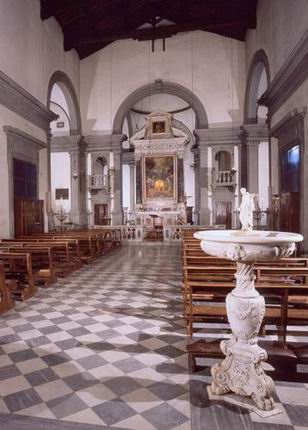
L'interno
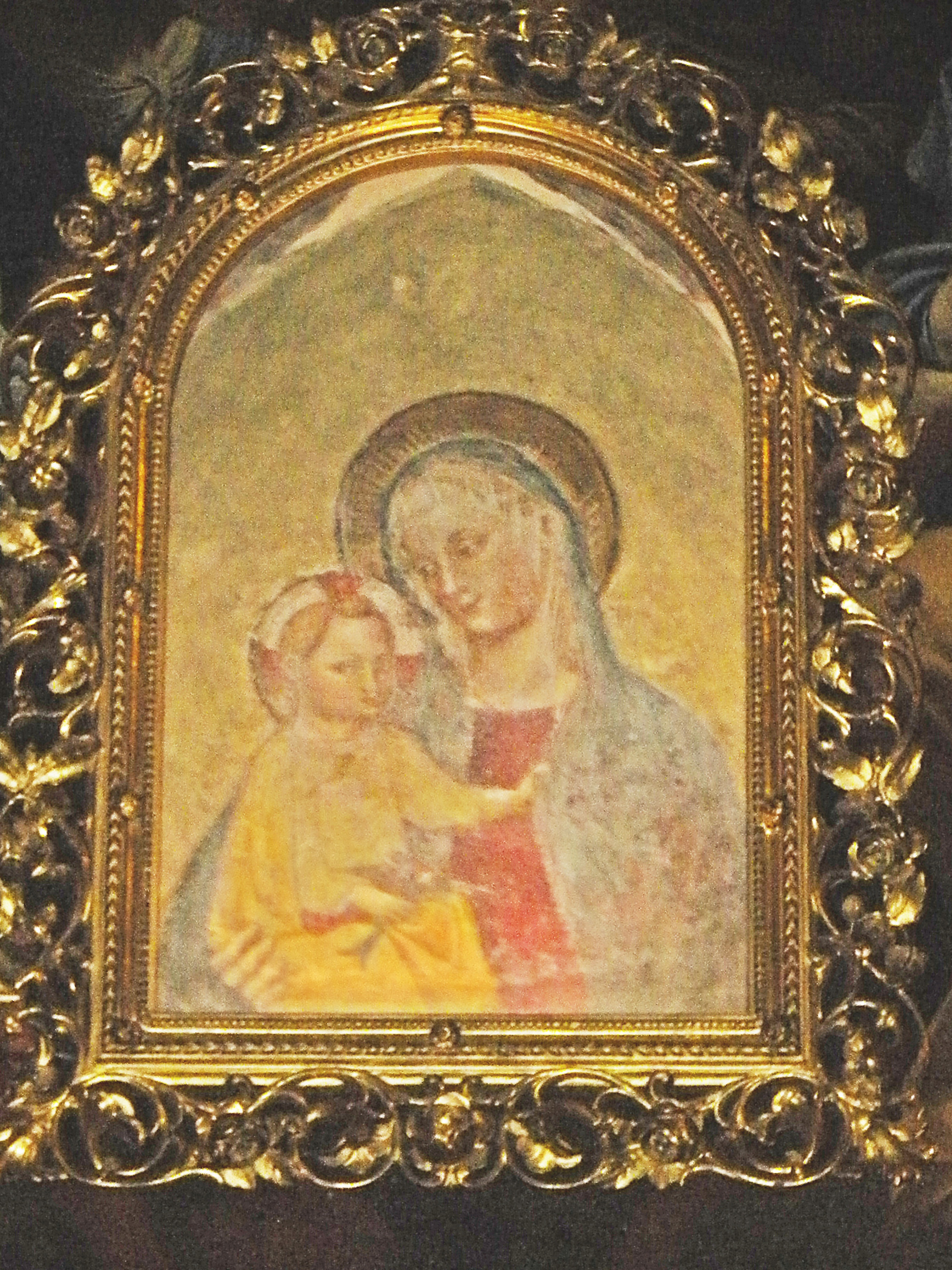
Il tabernacolo